# Georg Seifert
Georg Seifert (* 16. März 1819 in Gochsheim; † 13. Mai 1876 in München) war Musiker, Komponist und Stabstrompeter der Bayerischen Armee.

## Leben
Nach dem Besuch der deutschen Schule in Gochsheim und seiner musikalischen Ausbildung durch den Türmer Georg Wagner trat er am 1. Juli 1835 beim 2. Feldartillerie-Regiment der Bayerischen Armee in Würzburg als Trompeteranwärter ein. Im Jahre 1840 wurde er zum Trompeter befördert und bewarb sich 1849 mit Erfolg um den vakanten Dienstposten des Stabstrompeters beim 2. Schweren Reiter-Regiment in Landshut. Dort baute er dessen Trompeterkorps neu auf.
Von 1859 bis 1876 war Seifert Stabstrompeter des 3. Feldartillerie-Regiments in München.
Viele seiner Kompositionen widmete er seiner Frau Sophie und seinen Kindern. Die Noten der Kompositionen befinden sich im Bestand der Musikabteilung der Bayerischen Staatsbibliothek München.

## Werke (Auszüge)
- „Amalien-Mazurka“
- „Galoppmarsch“ des 3. Feldartillerie-Regiments
- „Hurra Marsch“
- „König Ludwig II. Marsch“
- „König Maximilian II. Marsch“ („König Max-Marsch“)
- „Liedermarsch“ der Reitenden Artillerie
- „Matthilden-Marsch“
- „Prinz Adalbert-Marsch“
- „Sophien Gavotte“
- „Trabmarsch“ des 3. Feldartillerie-Regiments
- „Vater, ich rufe dich“ (Hymne)